# Aglaioptera incomparabilis
Aglaioptera incomparabilis är en tvåvingeart som beskrevs av Frey 1964. Aglaioptera incomparabilis ingår i släktet Aglaioptera och familjen bredmunsflugor.
Artens utbredningsområde är Myanmar. Inga underarter finns listade i Catalogue of Life.